# کوه هود وایلدرنس
کوه هود وایلدرنس (به انگلیسی: Mount Hood Wilderness) یک کوه  در ایالات متحده آمریکا است که در اورگن واقع شده‌است.